# Ippolito Gonzaga di Novellara

Stemma dei Gonzaga di Novellara 1650-1678.

Ippolito Gonzaga di Novellara (... – XVII secolo) è stato un militare italiano, conte di San Polo e marchese di Castagnola nel Monferrato.

## Biografia
Era figlio di Gianfrancesco Gonzaga (?-1564), di Gianluigi (?-1546) della linea Gonzaga di Novellara e Bagnolo, e di Bianca Uberti.

## Discendenza
Sposò Caterina della Torre ed ebbero due figli:
- Gianfrancesco (?-1630), ambasciatore del duca di Mantova Carlo I di Gonzaga-Nevers. Sposò Luigia Pico;
- Tarsia (?-1647), sposò Jacopino Rangoni.